# Drymophila
Drymophila és un gènere d'ocells de la família dels tamnofílids (Thamnophilidae). Agrupa espècies natives d'Amèrica del Sud, on es distribueixen des del nord de Veneçuela per l'oest fins al sud del Perú i el nord de Bolívia, i per l'est del Brasil fins al Paraguai i nord-est d'Argentina.

## Descripció
Les espècies d'aquest gènere són boniques, que fan entre 11,5 i 15 cm de longitud, amb mercat patró estriat i llargues cues graduades. Totes les espècies presenten una taca dorsal blanca mig amagada, que és més evident quan estan excitades. Moltes espècies estan fortament relacionades amb embullats de bambú. S'alimenten en parella, generalment independents de grups mixtes. Són molt vocals i força furtives.

## Distribució
Sis de les espècies de Drymophila es distribueixen a les regions sud-orientals del Brasil; dues d'elles, el formiguer de Bertoni i el formiguer cuafosc, a més es troben a l'est del Paraguai i l'extrem nord-est de l'Argentina.
Fins i tot a les zones de major diversitat de la mata atlàntica del Brasil, l'espècie és gairebé completament parapàtrica, aquestes espècies pràcticament no superposen els territoris, i algunes com el formiguer cuafosc i el formiguer escatós tenen preferències d'hàbitat exclusives. Per descomptat que la gran desforestació de la regió pot amagar que en el passat hi pogués haver hagut més superposició. Als hàbitats molt fragmentats la tendència és que com a molt hi hagi una sola espècie.

## Taxonomia
El gènere Drymophila va ser introduït pel naturalista anglès William Swainson el 1824. L'espècie tipus és el formiguer rovellat. El nom del gènere combina les paraules del grec antic «drumos» per a “fusta” o “boixó” i «philos», “aficionat a”.
La distribució geogràfica de D. caudata s'estenia des de les muntanyes de Paria a Veneçuela cap al sud al llarg de la serralada dels Andes fins al nord de Bolívia, conformant un patró de distribució geogràfic i altitudinal únic als Thamnophilidae. La variació en el plomatge entre la majoria de les poblacions no és òbvia i tot i que vuit subespècies han estat descrites, la meitat han estat invalidades. Els estudis d'Isler et al. (2012), utilitzant genètica molecular, diferències de vocalització i ecologia de les diferents poblacions van revelar un nivell considerable de diversificació, suficient per al reconeixement de quatre espècies, tres d'elles, D. caudata, D. klagesi i D. hellmayri restringides a les muntanyes del nord i una, D. striaticeps, àmpliament distribuïda al llarg dels Andes des del nord-oest de Colòmbia fins a Bolívia. La separació va ser aprovada pel Comitè de Classificació de Sud-americà (SACC) en la Proposta núm. 542, de setembre de 2012.
D. devillei, és una espècie que habita en el quadrant sud-occidental de la conca de l'Amazones, amb una població disjunta que viu al nord-oest de l'Equador i les parts adjacents de Colòmbia.
Segons la Classificació del Congrés Ornitològic Internacional (versió 14.2, 2024) aquest gènere està format per 11 espècies:
- formiguer rovellat - (Drymophila ferruginea).
- formiguer de Bertoni - (Drymophila rubricollis).
- formiguer cua-roig - (Drymophila genei).
- formiguer de carpó ocre - (Drymophila ochropyga).
- formiguer cuafosc - (Drymophila malura).
- formiguer escatós - (Drymophila squamata).
- formiguer estriat - (Drymophila devillei).
- formiguer de Klages - (Drymophila klagesi).
- formiguer de Santa Marta - (Drymophila hellmayri).
- formiguer cuallarg - (Drymophila caudata).
- formiguer cap-ratllat - (Drymophila striaticeps).